# Gynocentrism
Gynocentrism (av grekiska gyno, "kvinna") är ett system, medvetet eller inte, där kvinnan eller den feminina synvinkeln läggs i centrum för synen på världen och dess kultur och historia. Motsatsen, att sätta mannen i centrum, kallas androcentrism.